# Kabinett Vajpayee I

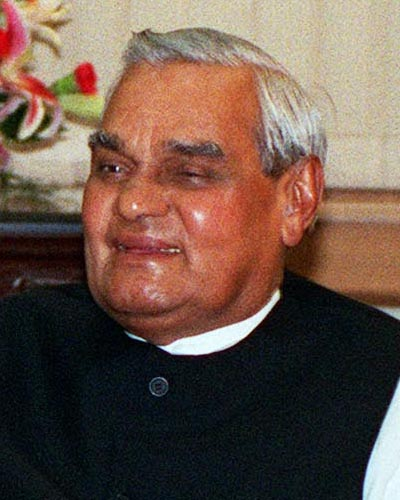
Premierminister Atal Bihari Vajpayee

Das Kabinett Vajpayee I wurde in Indien am 16. Mai 1996 durch Premierminister Atal Bihari Vajpayee von der Bharatiya Janata Party (BJP) gebildet. Es löste das Kabinett Rao ab und blieb bis zum 1. Juni 1996 im Amt, woraufhin es durch das Kabinett Gowda abgelöst wurde.
Bei der Parlamentswahl am 27. April, 2. und 7. Mai 1996 erhielt der Indische Nationalkongress (INC) zwar die meisten Stimmen, verlor aber 7,46 Prozentpunkte und stellte nur noch 140 der 545 Abgeordneten. Bedingt durch das Mehrheitswahlrecht wurde die BJP, die fast 30 Millionen Stimmen weniger als der INC erhalten hatte, mit 161 Mandaten stärkste Fraktion in der Lok Sabha. Die Janata Dal (JD) kam auf 46 Parlamentarier und blieb drittstärkste Kraft. Nachdem der bisherige Premierminister P. V. Narasimha Rao als erster Regierungschef Indiens deswegen wegen Bestechung in einem Strafverfahren verurteilt und daraufhin am 16. Mai 1996 in einem Misstrauensvotum gestürzt worden war, wurde der BJP-Politiker Atal Bihari Vajpayee am 16. Mai 1991 mit der Regierungsbildung beauftragt. Da Vajpayee jedoch keine parlamentarische Mehrheit für seine Regierung fand, reichte er bereits nach knapp zweiwöchiger Amtszeit am 1. Juni 1996 wieder seinen Rücktritt ein.

## Minister
Dem Kabinett gehörten folgende Minister an:
| Amt                                                        | Name                 | Partei | Beginn der Amtszeit | Ende der Amtszeit |
| ---------------------------------------------------------- | -------------------- | ------ | ------------------- | ----------------- |
| Premierminister                                            | Atal Bihari Vajpayee | BJP    | 16. Mai 1996        | 1. Juni 1996      |
| Innenminister                                              | Murli Manohar Joshi  | BJP    | 16. Mai 1996        | 1. Juni 1996      |
| Finanzminister                                             | Jaswant Singh        | BJP    | 16. Mai 1996        | 1. Juni 1996      |
| Außenminister                                              | Sikander Bakht       | BJP    | 16. Mai 1996        | 1. Juni 1996      |
| Minister für Stadtentwicklung und Beschäftigung            | Sikander Bakht       | BJP    | 16. Mai 1996        | 1. Juni 1996      |
| Landwirtschaftsminister                                    | Suraj Bhan           | BJP    | 16. Mai 1996        | 1. Juni 1996      |
| Minister für Recht, Justiz und Unternehmensangelegenheiten | Ram Jethmalani       | BJP    | 16. Mai 1996        | 1. Juni 1996      |
| Minister für Zivilluftfahrt und Tourismus                  | V. Dhananjay Kumar   | BJP    | 16. Mai 1996        | 1. Juni 1996      |
| Verteidigungsminister                                      | Pramod Mahajan       | BJP    | 16. Mai 1996        | 1. Juni 1996      |
| Minister für parlamentarische Angelegenheiten              | Pramod Mahajan       | BJP    | 16. Mai 1996        | 1. Juni 1996      |
| Wohlfahrtsminister                                         | Kariya Munda         | BJP    | 16. Mai 1996        | 1. Juni 1996      |
| Industrieminister                                          | Suresh Prabhu        | SHS    | 16. Mai 1996        | 1. Juni 1996      |
| Minister für Gesundheit und Familienfürsorge               | Sartaj Singh         | BJP    | 16. Mai 1996        | 1. Juni 1996      |
| Ministerin für Information und Rundfunk                    | Sushma Swaraj        | BJP    | 16. Mai 1996        | 1. Juni 1996      |